# 三田市立藍小学校
三田市立藍小学校（さんだしりつ あいしょうがっこう）は、兵庫県三田市西相野にある公立の小学校である。

## 沿革
- 1935年 - 藍北小学校・藍南小学校・藍西小学校の3校が統合して藍小学校になる。
- 1941年 - 国民学校令により藍国民学校になる
- 1947年 - 藍村立藍小学校になる。
- 1956年3月31日 - 合併により相野町立藍小学校になる。
- 1957年 - 学校給食が始まる。
- 1957年7月18日 - 合併により三田町立藍小学校になる。
- 1958年7月1日 - 合併により三田市立藍小学校になる。
- 1991年 - 三田市立つつじが丘小学校開校に伴い大川瀬地区を分離。

## 通学区域が隣接している学校
- 三田市立本庄小学校
- 丹波篠山市立古市小学校
- 丹波篠山市立今田小学校
- 三田市立つつじが丘小学校
- 三木市立吉川小学校

この他、北摂三田テクノパークを挟んで、以下の学校の校区も近い。
- 三田市立学園小学校
- 三田市立広野小学校